# Solør Futsal 2010-2011
Questa voce raccoglie le informazioni riguardanti il Solør Futsal nelle competizioni ufficiali della stagione 2010-2011.

## Stagione
Il Solør ha partecipato alla Futsal Eliteserie 2010-2011, terza edizione del massimo campionato norvegese riconosciuto dalla Norges Fotballforbund. La squadra ha chiuso l'annata al 2º posto finale, migliorando dunque il 5º posto della stagione precedente.

## Rosa
| N° | Naz.                | Ruolo | Sportivo           | Anno     |  |  |
| -- | ------------------- | ----- | ------------------ | -------- |  |  |
|    | Norvegia (bandiera) | POR   | Kjell Ytterdahl    | 16.02.58 |  |  |
|    | Norvegia (bandiera) | DIF   | Bjørn Holter       | 14.05.73 |  |  |
|    | Norvegia (bandiera) | UNI   | Håvard Hegre       | 23.11.82 |  |  |
|    | Norvegia (bandiera) | UNI   | Hans Espen Jordhøy | 05.10.75 |  |  |
|    | Norvegia (bandiera) | UNI   | Christer Øverland  | 08.01.86 |  |  |
|    | Norvegia (bandiera) | UNI   | Bjørn Viljugrein   | 24.11.69 |  |  |
|    | Norvegia (bandiera) | PIV   | Marius Folgerø     | 16.09.78 |  |  |
|    | Norvegia (bandiera) | PIV   | Magnus Johansen    | 11.02.83 |  |  |
|    | Norvegia (bandiera) | PIV   | Abdurahim Laajab   | 21.05.85 |  |  |
|    | Norvegia (bandiera) | PIV   | Christer Nygaard   | 21.07.73 |  |  |

## Risultati

### Eliteserie

#### Girone di andata
| Oslo 26 novembre 2010, ore 19:45 1ª giornata | KFUM Oslo    | 13 – 1 referto | Solør | KFUM-Hallen\| Arbitro: \| Rafiq (Oslo) \| |
| Arbitro:                                     | Rafiq (Oslo) |                |       |                                           |

| Oslo 27 novembre 2010, ore 15:15 2ª giornata | Øystese  | 4 – 5 referto | Solør | KFUM-Hallen\| Arbitro: \| Sandberg \| |
| Arbitro:                                     | Sandberg |               |       |                                       |

| Oslo 28 novembre 2010, ore 17:00 3ª giornata | Solør   | 3 – 3 referto | Holmlia | KFUM-Hallen\| Arbitro: \| Hussain \| |
| Arbitro:                                     | Hussain |               |         |                                      |

| Oslo 5 dicembre 2010, ore 12:15 4ª giornata | Solør     | 9 – 7 referto | Nidaros | KFUM-Hallen\| Arbitro: \| Rønningen \| |
| Arbitro:                                    | Rønningen |               |         |                                        |

| Kongsvinger 23 gennaio 2011, ore 19:00 5ª giornata | Kongsvinger | 4 – 6 referto | Solør | Tråstadhallen\| Arbitro: \| Pedersen \| |
| Arbitro:                                           | Pedersen    |               |       |                                         |

| Kongsvinger 4 dicembre 2010, ore 19:15 6ª giornata | Solør        | 2 – 3 referto | Vegakameratene | Tråstadhallen\| Arbitro: \| Rafiq (Oslo) \| |
| Arbitro:                                           | Rafiq (Oslo) |               |                |                                             |

| Fyllingsdalen 8 gennaio 2011, ore 17:15 7ª giornata | Solør          | 2 – 3 referto | Horten | Framohallen A\| Arbitro: \| Steen (Bergen) \| |
| Arbitro:                                            | Steen (Bergen) |               |        |                                               |

| Oslo 2 marzo 2011, ore 19:30 8ª giornata | Sandefjord   | 4 – 6 referto | Solør | Veitvet Idrettshall\| Arbitro: \| Rafiq (Oslo) \| |
| Arbitro:                                 | Rafiq (Oslo) |               |       |                                                   |

| Fyllingsdalen 8 gennaio 2011, ore 12:00 9ª giornata | Fyllingsdalen  | 5 – 4 referto | Solør | Framohallen A\| Arbitro: \| Steen (Bergen) \| |
| Arbitro:                                            | Steen (Bergen) |               |       |                                               |

#### Girone di ritorno
| Oslo 29 gennaio 2011, ore 13:45 10ª giornata | Solør     | 5 – 3 referto | Sandefjord | Oppsal Arena 3\| Arbitro: \| Rønningen \| |
| Arbitro:                                     | Rønningen |               |            |                                           |

| Oslo 30 gennaio 2011, ore 14:30 11ª giornata | Horten | 2 – 3 referto | Solør | Oppsal Arena 1\| Arbitro: \| Myhren \| |
| Arbitro:                                     | Myhren |               |       |                                        |

| Oslo 29 gennaio 2011, ore 19:00 12ª giornata | Solør   | 7 – 4 referto | Fyllingsdalen | Oppsal Arena 3\| Arbitro: \| Krokdal \| |
| Arbitro:                                     | Krokdal |               |               |                                         |

| Tiller 13 febbraio 2011, ore 10:30 13ª giornata | Nidaros       | 7 – 4 referto | Solør | KVT Hallen\| Arbitro: \| Thorsø Hansen \| |
| Arbitro:                                        | Thorsø Hansen |               |       |                                           |

| Flisa 27 febbraio 2011, ore 13:30 14ª giornata | Solør     | 3 – 1 referto | Kongsvinger | Åsneshallen\| Arbitro: \| Pettersen \| |
| Arbitro:                                       | Pettersen |               |             |                                        |

| Tiller 12 febbraio 2011, ore 15:30 15ª giornata | Vegakameratene | 6 – 1 referto | Solør | KVT Hallen\| Arbitro: \| Krokdal \| |
| Arbitro:                                        | Krokdal        |               |       |                                     |

| Oslo 26 marzo 2011, ore 12:45 16ª giornata | Solør    | 9 – 6 referto | Øystese | Ekeberg Idrettshall C\| Arbitro: \| Sandberg \| |
| Arbitro:                                   | Sandberg |               |         |                                                 |

| Oslo 26 marzo 2011, ore 18:00 17ª giornata | Holmlia  | 2 – 8 referto | Solør | Ekeberg Idrettshall B\| Arbitro: \| Pedersen \| |
| Arbitro:                                   | Pedersen |               |       |                                                 |

| Oslo 27 marzo 2011, ore 11:15 18ª giornata | Solør   | 11 – 5 referto | KFUM Oslo | Ekeberg Idrettshall B\| Arbitro: \| Hanssen \| |
| Arbitro:                                   | Hanssen |                |           |                                                |